# تعدد الزوجات في أفغانستان
جمهورية أفغانستان، وهي جمهورية إسلامية بموجب الشريعة الإسلامية، تسمح بتعدد الزوجات. قد يأخذ الرجال الأفغان ما يصل إلى أربع زوجات، حيث يسمح الإسلام بذلك. يجب على الرجل أن يعامل جميع زوجاته بالعدل ؛ ومع ذلك، فقد تم الإبلاغ عن أن هذه الضوابط والقواعد التنظيمية نادراً ما تُتبع. ومن أهم الأسباب الشائعة لزواج الرجل من امرأة أخرى هو العقم للمرأة. كما أنه بسبب وصمة العار التي تلحق بالمطلقة في المجتمع الأفغاني، يتم تبني فكرة تعدد الزوجات للتعامل مع الاختلافات بين الزوج والزوجة. وأوضحت تقارير أخرى أن معظم النساء الأفغانيات يفضلن أن يكونن زوجة ثالثة أو رابعة للرجل بدلاً من أن يظلن عزباء، حتى إذا تعرضت لسوء المعاملة أو المعاملة غير العادلة من قبل زوجها. من الشائع أكثر أن يتزوج الرجال الأثرياء من عدة زوجات. ممارسة التعدد يسمح للرجال باكتساب المزيد من حصص الأرض والممتلكات والثروة والأطفال. يعتبر تعدد الزوجات مربحًا اقتصاديًا ويمكن أن يزيد من التأثير الاجتماعي على الرجال. في شمال أفغانستان، تعتبر النساء الماهرات في نسج السجاد والبسط موردا للإسهام في دخل الأسرة. من الشائع أن يتزوج الرجال الأكبر سنا من الفتيات الأصغر سنا في الزواج المتعدد في أفغانستان. في حالة الوفاة، تُجبر النساء الأرامل على الزواج مرة أخرى. الرجال ملزمون بالزواج من أرملة أحد أفراد الأسرة الذكور. تواجه الأرملة التي ترفض الزواج من صهرها احتمال فقدان حضانة أطفالها.
لا يمكن لأعداد كبيرة من الرجال الأفغان تحمل كلفة الزواج (من خلال توفير المال للمهر وحفلات الزفاف). عندما أجرى المجلس الدولي للأمن والتنمية غير الربحي مقابلات مع أكثر من 420 رجلاً أفغانيًا في عام 2010، اقترح 82 في المائة منهم أن أفضل طريقة لثني الشباب عن الانضمام إلى طالبان هي تزويدهم بالمال من أجل المهر وحفلات الزفاف. بشكل عام، لا يوجد عدد كاف من النساء لبعض الرجال لكي يكون له عدة زوجات، بل حتى زوجة واحدة.
في عام 2009 ، أصدر الرئيس حامد كرزاي مرسومًا يعرف باسم قانون القضاء على العنف ضد المرأة. لم يتم التصديق على هذا المرسوم، الذي كان يحظر تعدد الزوجات، من قبل الهيئة التشريعية (مجلس الشورى).
في الكتابة الصحفية، من المقبول ببساطة ذكر عدد الزوجات التي لدى الرجل. على سبيل المثال، عندما قُتل شاه ماراي، مصور الحرب في وكالة الأنباء الفرنسية، عام 2018، كتبت سي إن إن: «لقد ترك وراءه زوجتين وستة أطفال».